# Schlacht bei Ebelsberg
Sacile – Teugn-Hausen – Weichselfeldzug – Raszyn – Abensberg – Landshut – Eggmühl – Regensburg – Neumarkt – Ebelsberg – Piave – Aspern – Sankt Michael – Stralsund – Bergisel – Raab/Győr – Graz – Wagram – Korneuburg – Stockerau – Gefrees – Hollabrunn (Schöngrabern) – Znaim – Walcheren–Schlacht an der Baskischen Reede
Die Schlacht bei Ebelsberg entwickelte sich am 3. Mai 1809 während des Rückzuges der österreichischen Truppen und war Teil des Fünften Koalitionskrieges. Im Vorfeld des Kampfes versuchte sich die österreichische Armeegruppe unter Hiller vor den verfolgenden Franzosen unter Marschall Massena südlich Linz über die Traunbrücke in Richtung auf Enns abzusetzen. Die Franzosen konnten die Österreicher an der Traun einholen, es entwickelte sich ein verlustreicher Kampf um die Brücke und den Markt Ebelsberg. Während des Gefechts verbrannten etwa 1.000 Soldaten in der Gluthölle des in Brand gesetzten Ortes. Für die Truppen Napoleon I. machte der errungene Sieg den Vormarschweg nach Wien frei.

## Vorgeschichte
Die Österreicher eröffneten am 10. April den Krieg durch einen Angriff auf das mit Frankreich verbündete Bayern und überschritten die Innlinie. Die österreichische Hauptarmee unter Erzherzog Karl bestand aus fünf Linien-Korps und zwei Reservekorps, zusammen etwa 150.000 Mann und 382 Geschütze (das III. Korps – 23.600 Mann, verblieb in Böhmen). Am 16. April erzwangen die Österreicher unter Erzherzog Karl den Übergang über die Isar und eröffneten die Offensive. Durch den schnellen Vormarsch der Franzosen wurde ihnen jedoch die Initiative aus der Hand gerissen. Den Aufmarsch der Franzosen, gesamt etwa 160.000 Mann stark, wurde anfangs durch den französischen Generalstabschef Marschall Berthier geleitet, erst am 17. April traf Kaiser Napoleon auf dem Kriegsschauplatz in Donauwörth ein und übernahm die oberste Führung. Unter den Fahnen Napoleons standen starke Kontingente der verbündeten Rheinbundstaaten – bayerische, württembergische und badische Einheiten, die im Rahmen des französischen VII. und VIII. Korps operierten.
Am 19. April gewann das noch im nördlichen Bayern operierende französische III. Korps unter Marschall Davout die Schlacht von Thann (Teugn–Hausen). Die österreichische Hauptarmee wurde am 20. April bei Abensberg und am 22. bei Eggmühl geschlagen und dabei in zwei Hälften gespalten. Nach der Schlacht bei Abensberg wurden das österreichische V. und VI. Armeekorps unter Feldmarschallleutnant Johann von Hiller nach Südosten abgedrängt und zog sich anschließend über Rottenburg und Pfeffenhausen nach Landshut zurück. Durch diese Niederlagen verlor Erzherzog Karls Hauptarmee etwa 44.700 Mann und 41 Kanonen und verfügte dann nur mehr über etwa 81.000 Mann und 340 Geschütze. Die Verluste Hillers zwischen 19. und 21. April betrugen gesamt 12.140 Soldaten, 11 Geschütze und 328 Wagen seines Trains. Die französischen Verluste betrugen im gleichen Zeitraum etwa 16.300 Mann. Die Nordgruppe unter Marschall Davout stieß mit etwa 63.000 Mann auf Regensburg vor.
Die geschlagene Hauptmacht der Österreicher unter Erzherzog Karl war gezwungen am nördlichen Ufer der Donau den Rückzug nach Böhmen anzutreten. Der zum Südufer der Donau abgedrängte Teil, die Armeegruppe des FML Hiller (bestehend aus dem V. und VI. Korps mit noch 42.000 Mann) versuchte ihren Rückzug nach Osten über Linz zu sichern. Erzherzog Karls Hauptmacht zog sich über Cham nach Böhmen zurück, im Raum Budweis versuchte er seine Armee neu zu organisieren. Bis zum 6. Mai verblieb Karls Hauptmacht in der Nähe dieser Stadt, zwei Divisionen unter Feldmarschall-Leutnant von Klenau und Generalmajor von Stutterheim sicherten westlich vorgeschoben am Nordufer der Donau in Richtung auf Linz. Erzherzog Karls Hauptmacht marschierte auf Budweis, wo er sich auf das II. Korps mit 18.234 Mann (Fürst von Hohenzollern-Hechingen) stützen konnte, das gegen Freistadt vorrückte.

## Rückzugskämpfe Hillers auf Linz

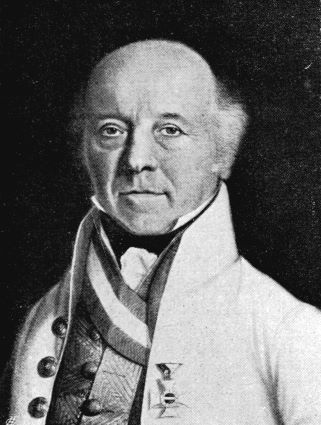
Johann von Hiller

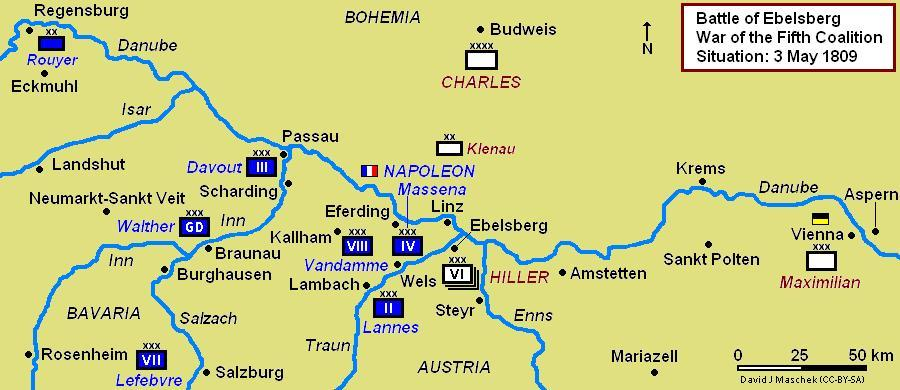
Rückzugskämpfe Hillers auf Linz

Am 21. April war die Armeegruppe Hiller in der Schlacht bei Landshut geschlagen worden und zog sich nach dem Verlust von 2500 Mann hinter die Vils und anschließend hinter den Inn zurück. Die ihn verfolgende französische Hauptmacht unter Marschall Massena (IV. Korps), Bessières und Lannes (Kavalleriekorps und II. Korps) zählte zusammen etwa 64.000 Mann und folgten den Österreichern südlich der Donau nach. Das VI. Korps Hillers war durch die Abgabe der Division FML von Lindenau und des V. Korps (Erzherzog Ludwig) sowie den Abmarsch der Kürassier-Brigade des Generalmajor Schneller zusätzlich stark geschwächt. Hillers Kräfte schrumpften bis zum Abend des 22. April wieder auf eine Korpsgröße mit noch 28.400 Mann mit 70 Kanonen zusammen. Hiller versuchte Ende April vergeblich durch Gegenangriffe seiner Division unter FML Schustekh die verlorene Innlinie zurückzugewinnen, eine Brigade unter Generalmajor von Bianchi diente im Norden als Flankendeckung auf der Straße von Schärding nach Wels und wurde bis Grieskirchen vorgeschoben.
Beim weiteren Rückzug auf den Inn erreichte die Gruppe Hiller am 26. April Braunau und Burghausen. Gleichzeitig traf Massenas Vorhut unter General Legrand bei der Verfolgung der österreichischen Division in Schärding ein. Das zur Gruppe Hiller gehörende II. Reservekorps unter Kienmayer war bereits mit rund 4.500 Mann Infanterie und 800 Reiter im Raum Linz vorausgegangen um das nördliche Donauufer zu sichern.
Das französische IV. Korps (etwa 22.000 Mann), hatte mit den Divisionen unter de Saint-Hilaire, Demont (III Corps) und Molitor die Gegend um Lambach erreicht. Das VIII. Korps unter Vandamme marschierte bis Riedau vor.
Am 1. Mai nachmittags kam es bei Riedau zum Kampf gegen die Vorhut des verfolgenden französischen VIII. Korps unter Vandamme. Schustekhs Vorhut wurde aber von der Reiterei unter General Marulaz zurückgeworfen, zwischen Riedau und Kallham verloren die Österreicher beim weiteren Rückzug weitere 850 Gefangene. In der Nacht zum 2. Mai verließ Kaiser Franz I. Linz und begab sich zur Hauptarmee seines Bruders nach Budweis, er hinterließ für Hiller die Anweisung Napoleons Vormarsch durch die Verteidigung der Traunlinie zwischen Ebelsberg und Lambach zu verzögern. Marschall Davout (III Korps) hatte mit seiner Division Morand die Innlinie bei Passau erreicht. Napoleon befahl auch der in Regensburg verbliebenen letzten Division des General Rouyer nach Passau nachzufolgen. Die Reserve, 12.000 Mann der Kaisergarde unter General Walther, erreichte Anfang Mai den Inn bei Braunau und marschierte weiter auf Ried.
Am 2. Mai erreichte der Kern von Hillers Truppen Linz, dessen Verteidigung zu organisieren nicht mehr möglich war. Nördlich der Donau bei Urfahr sicherten zwei weitere Brigaden unter Oberst Hardegg und Generalmajor Richter. Zwei zur Verstärkung herangezogene Wiener Freiwilligenbataillone erreichten die Traun bei Ebelsberg. Hiller entschied sich die Linzer Donaubrücke in Brand zu setzen und ordnete den Rückzug über die Traun bei Ebelsberg an. Die noch weit westlich stehende Division Schustekh, welche sich von Geisenheim über Schmiding nach Leonding zurückkämpfte, musste aber abgewartet werden. Das Gros des französischen Korps Massena hatte Sigharting verlassen, seine Vorhut traf gegen 10 Uhr vormittags auf die Österreicher. Drei Kilometer südöstlich von Eferding, bei Raffeling kam es zum Zusammenstoß zwischen der Avantgarde der französischen Division unter Carra Saint-Cyr und die Brigade Generalmajor Bianchi, welche geschlagen auf Wilhering zurückflutete.

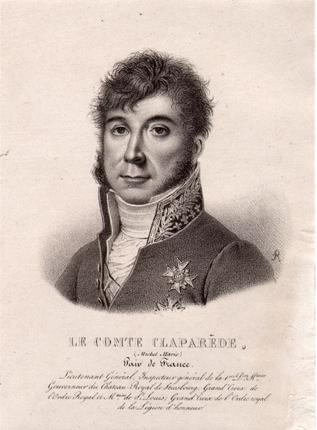
Michel Marie Claparède

Die im Süden isoliert stehende Brigade des Generalmajor Joseph Radetzky befand sich auf dem Rückzug von Lambach. Verfolgende französische Kavallerie unter Marschall Bessières und Lannes mit dem II. Infanteriekorps erreichten Wels. Die Brigade des Generalmajor Armand von Nordmann sorgte für den Schutz der offenen Südflanke. Radetzky hoffte, sich im Raum Wels bis zur anbrechenden Nacht halten zu können, um der Division Schustekh den Rückzug an die Traun offen halten zu können. Die dortige Brücke über die Traun war noch rechtzeitig von der österreichischen Nachhut verbrannt worden. 
Radetzky konnte Marchtrenk unter Opferung seiner Nachhut erreichen und zog sich entlang der Traun auf Kleinmünchen zurück.

## Das Gefecht von Ebelsberg am 3. Mai 1809
Am Morgen des 3. Mai, gegen 2 Uhr früh war die Brigade Bianchi von Wilhering abmarschiert und bezog gegen 4.30 am Freinberg Stellung. Die Division Schustekh zog sich mit seinem Husaren-Regiment Kienmayer Nr. 8 und der Brigade des Generalmajors Hohenfeld zurück. Schustekh zog sich über eine Ebene nach Kleinmünchen zurück, Ziel war es, den schützenden Abwehrgürtel zu erreichen, den Radetzky errichtet hatte. Die französischen Kavallerie-Regimenter Nr. 4., 19. und das 23. Chasseurs a cheval, dahinter die rheinbündische Reiterei, verfolgten die Österreicher. Gegen 8.30 musste Bianchi erste Reiterangriffe des verfolgenden französischen 14. Jägerregiments bei St. Margarethen abweisen. Um 9.30 traf die Brigade Bianchi vor Kleinmünchen ein, der Train der zurückgehenden Armeegruppe Hiller versuchte mit äußerster Anstrengung auf das rechte Traunufer zu gelangen.

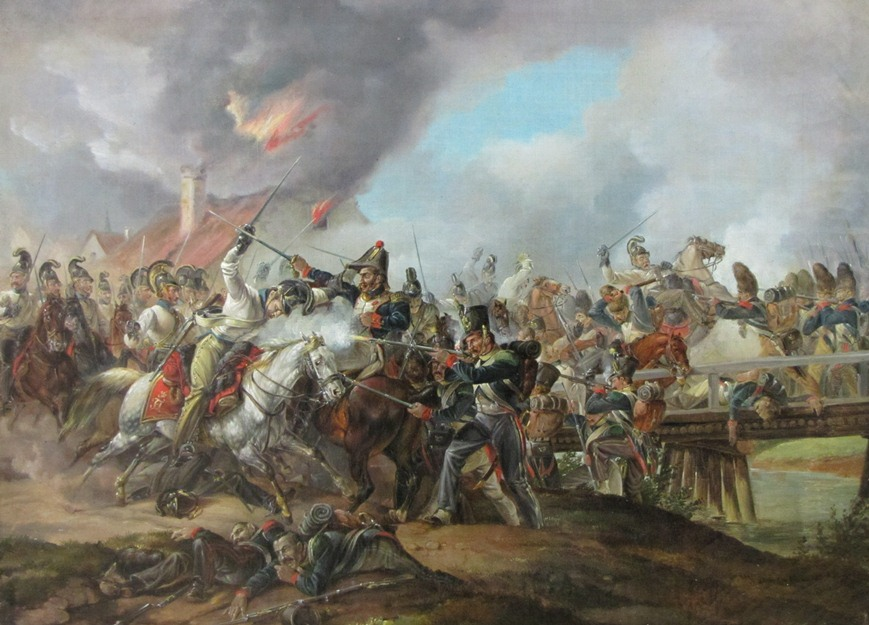
Schlacht um die Brücke bei Ebelsberg

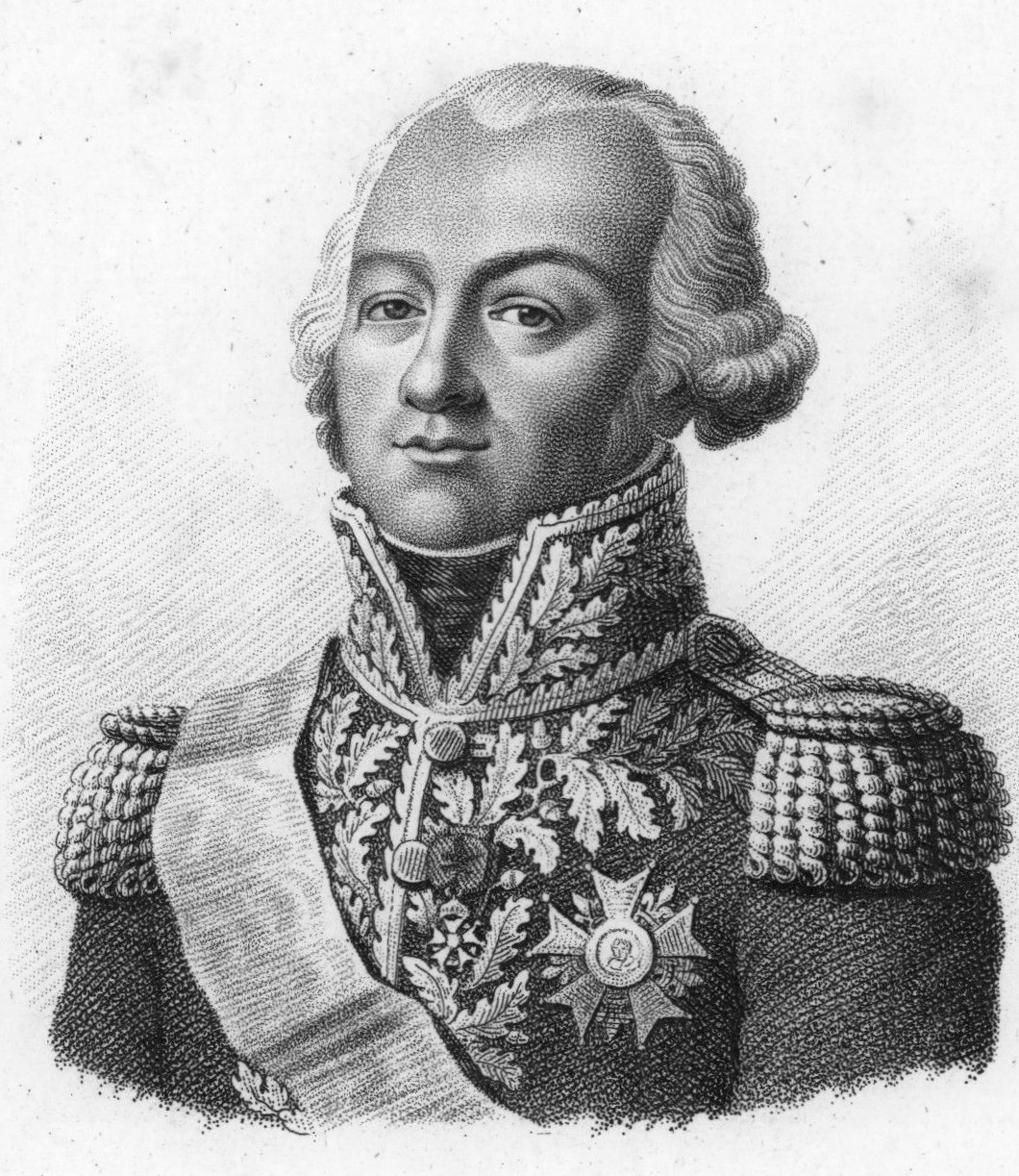
Claude Alexandre Legrand

Gegen 8.00 Uhr erreichte Hillers Hauptmacht Ebelsberg und begann mit dem Traunübergang. Vier Brigaden der Nachhut unter Generalmajor Radetzky und Feldmarschall-Leutnant Karl von Vincent warteten am Westufer auf die zurückgebliebene Division Schustekh. FML Vincent stellte dafür ein Bataillon in Kleinmünchen und fünf weitere Bataillone von dort bis Scharlinz bereit. Die von Eferding kommende französische Kavallerie unter Marulaz sowie die Division Claparède stießen zuerst auf die Österreicher und eröffneten das Gefecht. General Masséna befahl der vordersten Infanterie-Brigade unter General Coehorn den sofortigen Angriff. Von Wels her erschien Bessières mit der Brigade unter Piré und griffen die Nachhut Radetzkys an. Die österreichische Division Vincent verteidigte sich mit den Brigaden des Generalmajor Hoffmeister (Benjowsky Infanterie-Regiment 31 und Splenyi Infanterie-Regiment 51) und Generalmajor Weißenwolf (Klebeck Infanterie-Regiment Nr. 14 und Jordis Infanterie-Regiment Nr. 59) in Kleinmünchen. 

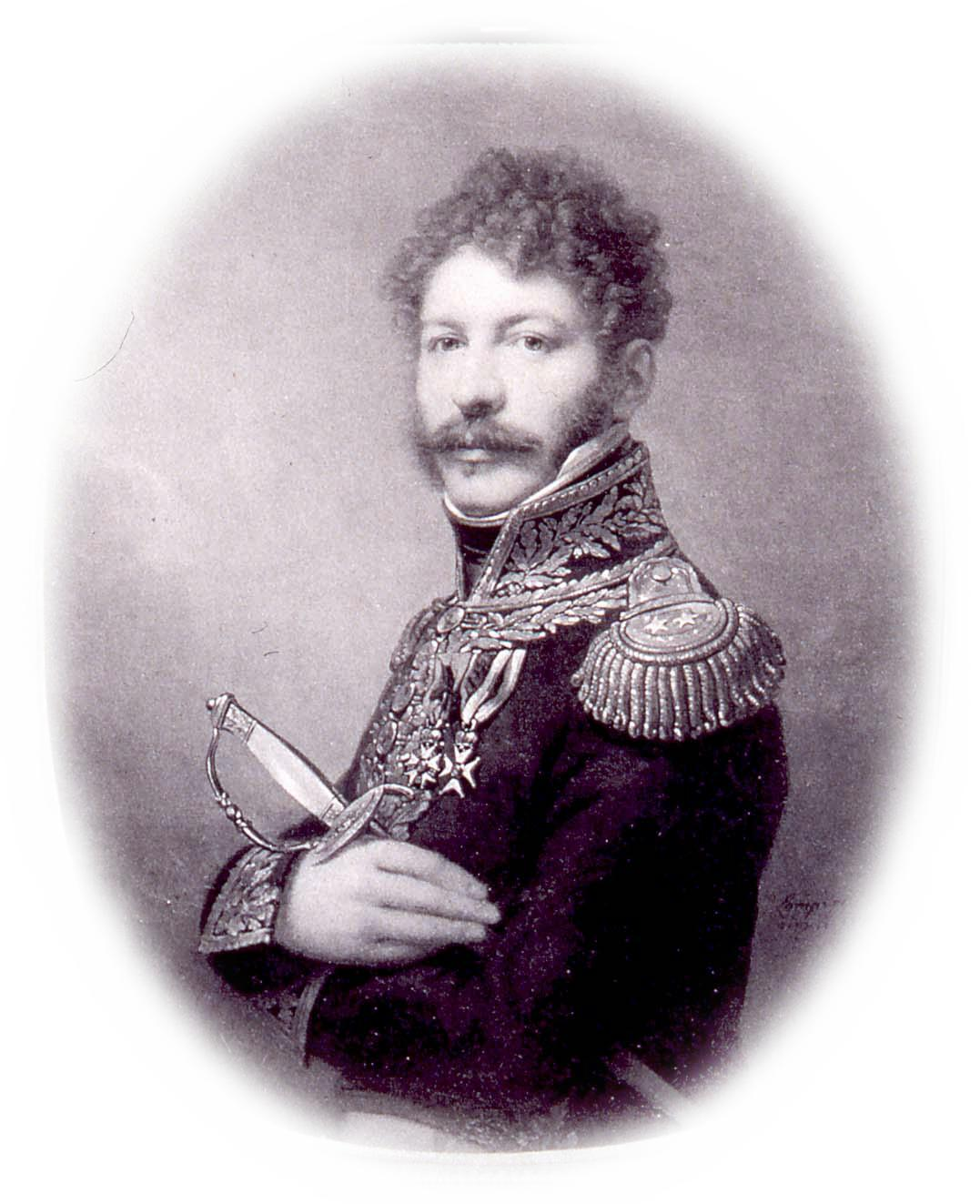
Louis Jacques de Coehorn

Um 10.30 Uhr eröffnete die Brigade unter Brigadegeneral Coehorn den Angriff über die Brücke. General Vincent hatte den Ort Kleinmünchen aufgegeben und befahl den Rückzug nach Ebelsberg, den das Chevauleger-Regiment Nr. 6. und zwei Bataillone des Splenyi Infanterie-Regimentes deckten. Der überstürzte Rückzug machte aber die Nordflanke der noch südlicher haltenden Brigade Radetzky offen, der ebenfalls versuchte nach Ebelsberg zu entkommen. Um 11.00 Uhr erreichten die französischen Truppen die 550 Meter lange Holzbrücke über die Traun bei Ebelsberg. Die Brigade Hoffmeister hielt noch hinter dem Mühlbach am Westufer. Die Österreicher räumten darauf ihre Positionen am westlichen Brückenkopf und zogen sich panikartig über die Traun-Brücke nach Ebelsberg zurück. Die österreichische Artillerie nahm die Brücke unter Feuer konnte aber das sofortige Nachstoßen der Franzosen nicht stoppen. Generalmajor Ferdinand Bubna und mindestens 500 abgeschnittene Soldaten der Brigade Hoffmeister fielen am anderen Flussufer in Gefangenschaft. Hunderte von österreichischen Soldaten ertranken während des Kampfes um die Brücke im Fluss. Masséna ließ am westlichen Ufer 20 Geschütze auffahren um den österreichischen Artilleriefeuer zu begegnen.
FML Hiller, der sein Quartier auf Schloss Ebelsberg hatte, bemerkte erst jetzt die Gefahr und befahl energische Gegenmaßnahmen. Zwei Bataillone des walachischen Grenzer-Regimentes Nr. 13 unter Oberst Gratz wurden im Ort eingesetzt. Hiller hatte zudem drei Bataillone Wiener Freiwillige und das Infanterie-Regiment Nr. 29 sofort zum Gegenangriff gegen die in Ebelsberg eindringenden Franzosen unter General Coehorn eingesetzt. 
General Coehorn versuchte den Durchbruch zum Schloss, seine Truppen sahen sich aber im Ort im tödlichen Kreuzfeuer von Fenstern und Dächern, während die zahlreichen österreichischen Kanonen auf die Straße einwirkten.
Der um 12.30 angesetzte erste österreichische Gegenangriff durch das Infanterie-Regiment Nr. 58 unter Oberstleutnant Pirquet drang nicht durch und wurde von den Franzosen zurückgeschlagen. General Claparède führte um diese Zeit seine beiden nachfolgenden Brigaden unter den Generalen Lesuire und Ficatier in den Häuserkampf ein. Lesuires Truppe umfasste die Linien-Regimenter Nr. 27., 39., 59., 69. und 76, während General Ficatier mit dem 40., 64., 88., 100. und 103. Regiment herankam.
Die Kavallerie unter Marulaz konnte durch die verstopften Straßen nicht durchkommen und verblieb im Gefecht passiver Zuseher.
Ein weiterer österreichischer Gegenangriff aus dem Norden bedrohte die Franzosen im Ort, Lesuire Brigade hatte den Marktplatz genommen und geriet dann ins Stocken. In diesem kritischen Moment erreichte die Vorhut der Division Legrand den Schauplatz, das leichte Infanterie-Regiment Nr. 26 unter Oberst Jean Pierre Pouget stieß über die Brücke nach und drang um 13.00 Uhr unter schweren Verlusten zum Schloss vor. Im Schloss, das jetzt vom Infanterie-Regiment Jordis gehalten wurde, brachen plötzlich durch eine Explosion schwere Brände aus.
Um 13.30 Uhr wurden die Freiwilligen durch das Infanterie-Regiment Nr. 29 verstärkt, das dritte Bataillon des Infanterie-Regiments Nr. 18 konnte sich bis zum Marktplatz vorkämpfen. Nach der Abwehr des ersten Angriffs durch Oberstleutnant Pirquets, versuchte Hauptmann von Siegler mit Teilen des Infanterie-Regiments Nr. 7 anzugreifen, die Österreicher trugen bereits Absicht zur Rückeroberung der verlorenen Brücke.
General Coehorn spaltete seine Kräfte in mehrere Kolonnen, die linke versuchte in der Nähe des Schlosses vorzugehen, die rechte versuchte am südlichen Ortsrand die österreichische Gegenstellung zu umgehen. Brigadegeneral Ledru führte um 14.30 Uhr das frische 18. Linien-Regiment nach Ebelsberg hinein. In einer halben Stunde könnten die Truppen der Division Legrand die Brücke und den Durchgang am Gemeindetor absichern. Die dritte Kolonne unter General Lesuire stieß in Richtung zum Marktplatz vor und drängte die Österreicher in den östlichen Teil des Orts zurück. Die Österreicher hielten aber hartnäckig ihre Positionen auf den Höhen. Um 14.00 Uhr ließ Hiller die Häuser von Ebelsberg in Brand setzen, seine Pioniere und das Haubitzfeuer schlugen mehrere Häuser in Brand, es herrschte eine bedrückende Atmosphäre. Die letzte Phase der Schlacht um Ebelsberg wurde um 14.30 Uhr eingeläutet, dabei fiel auch das Schloss von Ebelsberg in französische Hände. General Legrand führte weitere 5.050 Mann, darunter die badische Brigade Kister und die Brigade Harrant in den Kampf ein.
Am Nachmittag war auch Napoleon mit den Divisionen Nansouty und Molitor am rechten Ufer der Traun herangerückt; es blieb den Österreichern nur der Rückzug übrig. Bereits um 15.00 Uhr beschloss Hiller den Kampf im Ort aufzugeben und erteilte Befehle an die Truppen, sich zurückzuziehen. Die Kämpfe dauerten bis 16.00 Uhr fort, schließlich hatten die Franzosen die Kontrolle über die brennende Marktgemeinde. Die Infanterie von Legrand und Claparède wurden an der Verfolgung durch die starke Feuersbrunst verhindert, ein Dreiviertel der Häuser war bereits zerstört. Hiller trat den Rückzug nach Enns an und suchte später erfolgreich Anschluss an die Hauptarmee unter Erzherzog Karl.

## Folgen
Die Franzosen verfolgten die Truppen Hillers, die am Abend in Enns ankamen, und sich, nachdem sie die Brücken abgebrannt hatten, noch weiter nach Osten zurückzogen. In Ebelsberg wüteten noch die Flammen, die bis zum Morgen des folgenden Tages den Ort in einen Haufen Schutt und Asche verwandelten. Die Franzosen verloren etwa 3.600 Mann, davon 1000 Tote, 1750 Verletzte und 800 Gefangene. Die Österreicher verloren rund 7000 Mann, davon 2.870 Tote, 1750 Verwundete und etwa 2.200 Gefangene. Unter den Toten war auch der Freiheitsdichter Leo Freiherr von Seckendorf (1773–1809), der als Hauptmann der Wiener Freiwilligen schwer verwundet wurde und schließlich in einer Scheune elend verbrannte.
Die Österreicher hatten vor ihrem Rückzug alle Brücken über die Donau zerstört, am 4. Mai befand sich ganz Oberösterreich südlich der Donau in den Händen der Franzosen. Napoleon vereinigte beim weiteren Vormarsch auf Wien etwa 115.000 Mann. Die Österreicher versammelten am jenseitigen Donauufer etwa 96.000 Mann und 300 Geschütze in einem Lager zwischen Korneuburg und Stammersdorf. Nach der Besetzung von Wien durch die Franzosen kam es bei Napoleons Versuch sich am nördlichen Flussufer festzusetzen zur Schlacht bei Aspern, in der die Franzosen eine taktische Niederlage einstecken mussten.
Die Franzosen setzten einen Gouverneur für Linz und Oberösterreich ein. Sie funktionierten die Linzer Zeitung in ein Propagandablatt um, das in der am 22. Mai wieder erschienenen Ausgabe die Siege und Wohltaten Napoleons rühmte. Der Lehrer Josef Wenzel Hayböck lieferte als Kanzlist im Quartieramt der Franzosen unter Lebensgefahr wertvolle Informationen an das österreichische Militär, bis er am 10. Juni 1809 in den Linzer Wasserturm gesperrt wurde. Ab 1810 erhielt er für seine Verdienste um Österreich von Kaiser Franz I. eine lebenslange hohe Rente.